# Rolf Schneider (Schriftsteller)

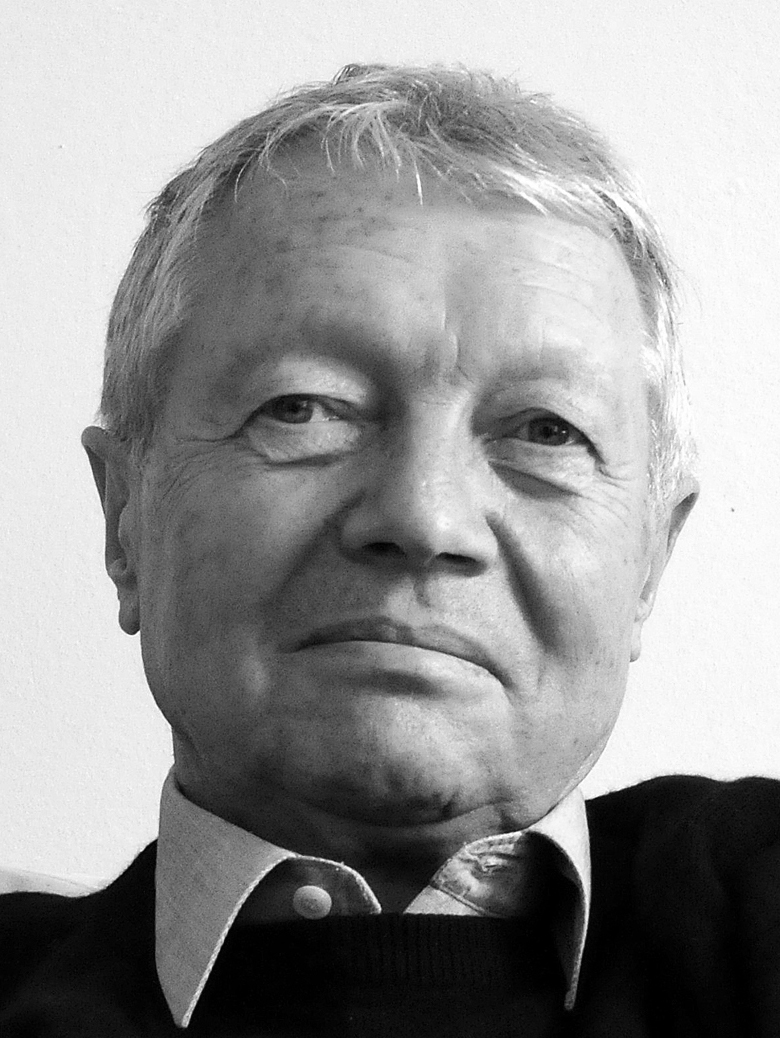
Rolf Schneider, 2010

Rolf Schneider (* 17. April 1932 in Chemnitz) ist ein deutscher Schriftsteller.

## Leben
Rolf Schneider ist der Sohn eines Werkmeisters und einer Textilarbeiterin. Er wuchs ab 1942 in Wernigerode im Harz auf, wo er die Oberschule besuchte und in einem volkseigenen Betrieb arbeitete. Von 1952 bis 1955 studierte er Germanistik und Pädagogik an der Martin-Luther-Universität Halle-Wittenberg. Er beendete das Studium mit dem Grad eines Diplom-Germanisten. Anschließend war er Redakteur der kulturpolitischen Zeitschrift Aufbau in Berlin. Seit 1958 ist er freier Schriftsteller.
Schneider war einerseits als Verfasser zahlreicher Hörspiele und Theaterstücke ein regimetreuer Autor, andererseits nahm er schon früh an Tagungen der Gruppe 47 teil und hatte die Möglichkeit, ins westliche Ausland (Bundesrepublik Deutschland, Österreich, Frankreich) zu reisen. Ab 1976 wurde seine Haltung gegenüber den Zuständen in der DDR zunehmend kritischer. Im November 1976 gehörte er zu den Erstunterzeichnern der Protestresolution von DDR-Autoren gegen die Ausbürgerung Wolf Biermanns, woraufhin seine Publikationsmöglichkeiten in der DDR von staatlicher Seite stark eingeschränkt wurden. Im Juni 1979 erfolgte sein Ausschluss aus dem Schriftstellerverband der DDR. Schneider, der laut eigener Aussage weiterhin an die Reformierbarkeit der DDR glaubte, arbeitete in den folgenden Jahren vorwiegend als Theaterautor und Dramaturg an den Stadttheatern in Mainz und Nürnberg. Öffentliche Auftritte in der DDR waren nur noch im Rahmen kirchlicher Veranstaltungen der DDR-Protestbewegung möglich.
Nach der Wende und friedlichen Revolution wurde Rolf Schneider wieder in den Schriftstellerverband der DDR aufgenommen; er trat allerdings kurz darauf aus Protest gegen die fortwährende Präsidentschaft Hermann Kants endgültig aus dem Verband aus. Rolf Schneider ist Mitglied des PEN-Zentrums Deutschland.
Schneider lebt in Schöneiche bei Berlin.

## Werke
- Aus zweiter Hand. Berlin 1958
- Das Gefängnis von Pont L'Evêque. Halle (Saale) 1960
- Godefroys. Berlin 1961
- Der Mann aus England. Berlin 1962
- Prozess Richard Waverly. Berlin 1963
- Brücken und Gitter. Berlin 1965
- Die Tage in W. Halle (Saale) 1965
- Prozess in Nürnberg. Berlin 1967
- Zwielicht. München 1967
- Dieb und König. Berlin 1968
- Stimmen danach. Rostock 1970
- Der Tod des Nibelungen. Rostock 1970
- Stücke. Berlin 1970
- Einzug ins Schloss. Berlin 1972, Komödie, UA am 2. Oktober 1971 Deutsches Theater (Berlin)
- Octavius und Kleopatra. Die Heiligung Johannas. Berlin 1972
- Nekrolog. Rostock 1973
- Polens Hauptstädte. Berlin 1974 (zusammen mit Arno Fischer)
- Die Reise nach Jaroslaw. Hinstorff-Verlag, Rostock 1974
- Von Paris nach Frankreich. Hinstorff-Verlag, Rostock 1975
- Die beiden Nachtwandler oder Das Notwendige und das Überflüssige. Berlin 1975
- Die problematisierte Wirklichkeit. Berlin 1975
- Das Glück. Neuwied [u. a.] 1976
- Orphée oder ich reise. Rostock 1977
- Der alte Mann mit der jungen Frau. Frankfurt/Main 1977
- Die Abenteuer des Herakles. Berlin 1978
- November. Hamburg 1979
- Unerwartete Veränderung. Rostock 1980
- Die Mainzer Republik. Mainz 1980[3]
- Annäherungen & Ankunft, Rostock 1982
- Unsterblichkeit. Rostock 1984
- Der Fall des Hauses Plantagenet. Frankfurt am Main 1984
- Marienbader Intrigen. Frankfurt am Main 1985
- Bewerbungen. Berlin 1986
- Das Märchen vom Bärwolf und der guten Prinzessin. Berlin 1987 (zusammen mit Ingrid Jörg)
- Europa und der Stier. Berlin 1988 (Libretto zur Oper von Helge Jörns)
- Jede Seele auf Erden. Rostock 1988
- Die Reise zu Richard Wagner. Paul Zsolnay, Wien 1989, ISBN 3-552-04115-X
- Levi oder die Reise zu Richard Wagner. Rostock 1989
- Theater in einem besiegten Land. Frankfurt/M. [u. a.] 1989
- Spiel von Liebe und Zufall. Schwetzingen 1990 (Libretto zur Oper von Helge Jörns)
- Frühling im Herbst. Göttingen 1991
- Süß und Dreyfus. Göttingen 1991
- Volk ohne Trauer. Göttingen 1992
- Berliner Wege. Berlin 1992
- Der Harz. Berlin 1992
- Fischland, Darß, Zingst. Berlin 1993
- Krakow. Rostock 1993 (zusammen mit Christine Jörss)
- Thüringen. Berlin 1993
- Warschau. Rostock 1993 (zusammen mit Christine Jörss)
- Kleine Geschichte des Landes Mecklenburg-Vorpommern. Berlin 1993
- Leben in Wien. München [u. a.] 1994
- Potsdam. München [u. a.] 1994
- Die Briefe des Joseph F. Katzengraben-Presse. Berlin 1995. ISBN 3-910178-21-9
- Der rote Stern stirbt leise. Berlin 1995 (zusammen mit Joachim Liebe)
- Die Sprache des Geldes. Göttingen 1995
- Versuch über den Schrecken. Rostock 1995
- Notlandung. Berlin 1996
- Tucholskys Berlin. Hamburg 1997 (zusammen mit Gert von Bassewitz)
- Mecklenburg-Vorpommern. Hamburg 1998 (zusammen mit Georg Jung)
- Alltag im Mittelalter. (Sachbuch) Weltbild-Verlag 1999, ISBN 978-3-89897-628-2
- Ich bin ein Narr und weiß es. Berlin 2001
- Wagner für Eilige. Berlin 2002
- Jakobs Kindheit. Signum, Sommer 2005, Verlag DIE SCHEUNE
- Berlin, ach Berlin. wjs-Verlag, Berlin 2005, ISBN 3-937989-13-7
- Marienbrücke. Osburg-Verlag, Berlin 2009, ISBN 978-3-940731-25-8[4]
- Fürst Pückler in Branitz. be.bra Verlag, Berlin 2010, ISBN 978-3-86124-641-1
- 20 × Brandenburg. Menschen, Orte, Geschichten. be.bra Verlag, Berlin 2010, ISBN 978-3-86124-645-9 (zum Dokumentarfilmprojekt 20 × Brandenburg)
- Potsdam. Garnison und Arkaden. be.bra verlag, Berlin 2011, ISBN 978-3-86124-651-0
- Wernigerode. Bunte Stadt am Harz. be.bra verlag, Berlin 2011, ISBN 978-3-86124-657-2
- Weimar. Klassik und Moderne. be.bra verlag, Berlin 2012, ISBN 978-3-86124-661-9
- Ritter, Ketzer, Handelsleute. Brandenburg und Berlin im Mittelalter. be.bra verlag, Berlin 2012, ISBN 978-3-86124-662-6 (Rezension von Lutz Partenheimer )
- Schonzeiten. Ein Leben in Deutschland. (Autobiografie), be.bra verlag, Berlin 2013, ISBN 978-3-89809-102-2
- Meißen. Sachsens heimliche Hauptstadt. be.bra verlag, Berlin 2014, ISBN 978-3-86124-668-8
- Die Bölschestraße. be.bra verlag, Berlin 2014, ISBN 978-3-89809-120-6
- Erfurt. Ein Spaziergang durch Geschichte und Gegenwart. be.bra verlag, Berlin 2015, ISBN 978-3-86124-689-3.
- Janowitz. Roman. Osburg-Verlag, Hamburg 2021, ISBN 978-3-95510-256-2

Artikel
- Rügen: Und im Sommer nach Binz.  In: Geo-Magazin. Hamburg 1980,4, S. 34–54.  Geschichtlich informativer Erlebnisbericht.    ISSN 0342-8311
- Wie die DDR Sprache zur Propaganda nutzte, in Welt, 29. März 2010

## Hörspiele
- 1956: Das Gefängnis von Pont L'Eveque. – Regie: Helmut Hellstorff (Rundfunk der DDR)
- 1958: Widerstand – Regie: Wolfgang Brunecker (Rundfunk der DDR)
- 1959: Zimmer 112 – Regie: Theodor Popp (Rundfunk der DDR)
- 1960: Der dritte Kreuzzug oder Die wundersame Geschichte des Ritters Kunifried von Raupenbiel und seine Aventiuren – Regie: Wolfgang Brunecker (Hörspiel – Rundfunk der DDR)
- 1960: Affären – Regie: Werner Stewe (Hörspiel – Rundfunk der DDR)
- 1961: Prozess Richard Waverly – Regie: Otto Dierichs (Rundfunk der DDR)
- 1961: Abschied von Sundheim – Regie: Wolfgang Schonendorf (Rundfunk der DDR)
- 1962: Jupiter-Sinfonie – Regie: Fritz-Ernst Fechner (Hörspiel – Rundfunk der DDR)
- 1962: 25. November. New York – Regie: Helmut Hellstorff (Hörspiel – Rundfunk der DDR)
- 1962: Godefroys – Regie: Otto Dierichs (Hörspiel – Rundfunk der DDR)
- 1963: Die Unbewältigten – Regie: Edgar Kaufmann (Hörspiel – Rundfunk der DDR)
- 1963: Der Ankläger – Regie: Fritz Göhler (Hörspiel – Rundfunk der DDR)
- 1964: Ankunft in Weilstedt – Regie: Uwe Haacke (Rundfunk der DDR)
- 1965: Unternehmen Plate-Rack – Regie: Helmut Hellstorff (Hörspiel – Rundfunk der DDR)
- 1966: Zwielicht – Regie: Otto Kurth (Original-Hörspiel – BR / WDR / HR)
  - Auszeichnung: Hörspielpreis der Kriegsblinden 1967
- 1968: Zwielicht – Regie: Erich Schwanda (Original-Hörspiel – ORF)
- 1968: Stimmen danach – Regie: Walter Niklaus (Hörspiel – Rundfunk der DDR)
- 1969: Krankenbesuch – Regie: Theodor Popp (Rundfunk der DDR)
- 1970: Platanenstraße 10 – Regie: Werner Grunow (Rundfunk der DDR)
- 1972: Einzug ins Schloss – Regie: Theodor Popp (Rundfunk der DDR)
- 1981: Sommer in Nohant – Regie: Ferry Bauer (ORF Oberösterreich)
- 1996: Montezumas Krone – Regie: Rolf Schneider (Kriminalhörspiel – MDR / SFB)
- 2004: Die Affäre d'Aubray – Regie: Walter Niklaus (MDR / RBB)[5]
- 2004: Die Affäre Leopold-Loeb – Regie: Christoph Dietrich (MDR/RBB)[6]
- 2008: Feuer an bloßer Haut – Franz Kafka und Milena Jesenská – Regie: Harald Krewer (ORF)
- 2008: Die Affaire Ernst Winter – Regie: Götz Fritsch (MDR)
- 2009: Die Affäre Winckelmann – Regie: Walter Niklaus (MDR/ORF)[7]
- 2011: Ich, Gräfin Larisch oder Die Wahrheit über Mayerling – Regie: Rolf Schneider (Autorenproduktion mit Gisela May in der Titelrolle), Ursendung: MDR 2017[8]
- 2012: Besuch in Mechtshausen – Regie: Stefan Kanis (MDR)
- 2017: Der Aufbruch – Moses Mendelssohns Weg von Dessau nach Berlin, Komposition: Julia Hülsmann – (MDR / Kurt-Weill-Fest Dessau)
- 2020: Goethefrauen – Regie: Matthias Thalheim (MDR)

## Auszeichnungen
- 1962: Lessing-Preis der DDR
- 1967: Hörspielpreis der Kriegsblinden
- 1972: Kunstpreis des FDGB
- 2004: Bundesverdienstkreuz (1. Klasse)

## Herausgeberschaft
- Das schöne Grauen, Berlin 1978

## Übersetzungen
- Mao Tse-Tung: Gedichte, Berlin 1958